# Fong Yee Pui
Fong Yee Pui (chinesisch 方綺蓓 / 方绮蓓, Pinyin Fāng Qǐbèi, Jyutping Fong1 Ji2pui5; * 24. Dezember 1991 in Hongkong) ist eine ehemalige Sprinterin aus Hongkong.

## Sportliche Laufbahn
Erste internationale Erfahrungen sammelte Fong Yee Pui im Jahr 2009, als sie bei den Ostasienspielen in Hongkong in 58,06 s den vierten Platz im 400-Meter-Lauf belegte und mit der Hongkonger 4-mal-400-Meter-Staffel in 3:54,17 min Rang vier erreichte. Im Jahr darauf belegte sie bei den Juniorenasienmeisterschaften in Hanoi in 46,52 s den sechsten Platz über 400 Meter und schied im 200-Meter-Lauf mit 25,85 s im Vorlauf aus. Zudem gewann sie mit der Staffel in 4:13,78 min die Bronzemedaille. 2011 schied sie bei den Asienmeisterschaften in Kōbe mit 12,25 s und 25,09 s über 100 und 200 Meter jeweils in der Vorrunde aus und erreichte mit der 4-mal-100-Meter-Staffel in 46,61 s Rang vier. Anschließend nahm sie an der Sommer-Universiade in Shenzhen teil und erreichte dort im 100-Meter-Lauf das Viertelfinale, in dem sie mit 12,05 s ausschied und verpasste auch mit der Staffel mit 45,50 s den Finaleinzug. Bei den Hallenasienmeisterschaften in Hangzhou schied sie im 60-Meter-Lauf mit 7,65 s im Halbfinale aus und startete anschließend bei den Hallenweltmeisterschaften in Istanbul, bei denen sie mit 7,67 s in der ersten Runde scheiterte. Dank einer Wildcard durfte sie im August bei den Olympischen Spielen in London teilnehmen und überstand dort über 100 Meter die Vorqualifikationsrunde und schied dann mit 11,98 s im regulären Vorlauf aus. 2013 schied sie bei den Asienmeisterschaften in Pune mit 11,92 s über 100 Meter in der ersten Runde aus und belegte mit der Staffel in 46,28 s den fünften Platz. Anschließend schied sie bei den Weltmeisterschaften in Moskau mit 12,15 s im Vorlauf aus, ehe sie bei den Ostasienspielen in Tianjin in 12,14 s den sechsten Platz belegte und mit der Staffel in 46,31 s auf Rang vier einlief. 2014 wurde sie bei den Hallenasienmeisterschaften in Hangzhou mit neuem Hallenrekord von 7,55 s Vierte über 60 Meter und schied anschließend bei den Hallenweltmeisterschaften in Sopot mit 7,58 s in der Vorrunde aus. Ende September nahm sie erneut an den Asienspielen in Incheon teil und schied dort über 100 Meter mit 12,43 s im Vorlauf aus, während sie mit der Staffel in 46,14 s auf den achten Platz gelangte. Anschließend beendete sie ihre Karriere als Leichtathletin im Alter von 22 Jahren.

## Persönliche Bestleistungen
- 100 Meter: 11,79 s (+1,7 m/s), 14. April 2012 in Zhaoqing
  - 60 Meter (Halle): 7,55 s, 15. Februar 2014 in Hangzhou
- 200 Meter: 25,09 s (+0,4 m/s), 9. Juli 2011 in Kōbe
- 400 Meter: 58,06 s, 11. Dezember 2009 in Hongkong